# Corsica (Dakota del Sud)
Corsica és una població dels Estats Units a l'estat de Dakota del Sud. Segons el cens del 2000 tenia 644 habitants.

## Demografia
Segons el cens del 2000, Corsica tenia 644 habitants, 259 habitatges, i 163 famílies. La densitat de població era de 371,1 habitants per km².
Dels 259 habitatges en un 27% hi vivien nens de menys de 18 anys, en un 56,8% hi vivien parelles casades, en un 5% dones solteres, i en un 36,7% no eren unitats familiars. En el 35,1% dels habitatges hi vivien persones soles el 23,9% de les quals corresponia a persones de 65 anys o més que vivien soles. El nombre mitjà de persones vivint en cada habitatge era de 2,24 i el nombre mitjà de persones que vivien en cada família era de 2,91.
Per edats la població es repartia de la següent manera: un 22,2% tenia menys de 18 anys, un 5,4% entre 18 i 24, un 17,9% entre 25 i 44, un 20,8% de 45 a 60 i un 33,7% 65 anys o més.
L'edat mediana era de 48 anys. Per cada 100 dones de 18 o més anys hi havia 74,6 homes.
La renda mediana per habitatge era de 27.589 $ i la renda mediana per família de 34.531 $. Els homes tenien una renda mediana de 26.136 $ mentre que les dones 18.333 $. La renda per capita de la població era de 13.370 $. Entorn del 7,3% de les famílies i el 9,4% de la població estaven per davall del llindar de pobresa.

## Poblacions més properes
El següent diagrama mostra les poblacions més properes.